# Kurilabyssia squamosa
Kurilabyssia squamosa is een slakkensoort uit de familie van de Pseudococculinidae. De wetenschappelijke naam van de soort is voor het eerst geldig gepubliceerd in 1976 door Moskalev.